# Dampierre (Calvados)
Dampierre település Franciaországban, Calvados megyében. Lakosainak száma 132 fő (2018. január 1.). Dampierre Saint-Jean-des-Essartiers, Saint-Ouen-des-Besaces, Sept-Vents, Le Perron és Placy-Montaigu községekkel határos.

## Népesség
A település népességének változása:
| Lakosok száma | 200  | 169  | 173  | 136  | 121  | 117  | 126  | 129  | 131  | 132  |
|               | 1968 | 1975 | 1982 | 1990 | 1999 | 2011 | 2013 | 2015 | 2017 | 2018 |